# Ali Sabieh (Region)
Ali Sabieh (arabisch على صبيح) ist eine Region im Südosten Dschibutis. Hauptort der Region ist die gleichnamige Stadt Ali Sabieh. Eine weitere Stadt ist Holhol.
Die Region grenzt im Norden an Arta, im Osten an Somalia (Somaliland), im Süden an Äthiopien und im Westen an die Region Dikhil. Landschaftsprägend ist der Berg Ali Sabieh.

## Bevölkerung
Die Region hatte zur Volkszählung am 29. Mai 2009 exakt 86.949 Einwohner, nach einer Berechnung von 61.600 im Jahr 2007. Davon waren 22.630 städtisch, 11.977 ländlich, 37.033 nomadisch und 15.309 sonstige.

## Städte und Dörfer
| Stadt/Dorf     | Bevölkerung |
| -------------- | ----------- |
| Ali Sabieh     | 71.230      |
| Holhol         | 5.501       |
| Dasbiyo        | 700         |
| Ali Adde       | 3.123       |
| Goubetto       | 3.400       |
| Assamo         | 500         |
| Anaba          | 210         |
| Guelile        | 567         |
| Guisti         | 500         |
| Dânan          | 301         |
| Doudoub Bolole | 200         |